# Milan Blagojević
Milan Blagojević (in serbo Милан Благојевић?; 27 luglio 1929) è un ex cestista jugoslavo.

## Carriera
Con la Jugoslavia ha i Campionati mondiali del 1954.

## Palmarès
- YUBA liga: 2

Stella Rossa Belgrado: 1947, 1948